# Саутист-Аркейдия (Флорида)
Саутист-Аркейдия (англ. Southeast Arcadia) — статистически обособленная местность, расположенная в округе Де-Сото (штат Флорида, США) с населением в 6064 человека по статистическим данным переписи 2000 года.

## География
По данным Бюро переписи населения США статистически обособленная местность Саутист-Аркейдия имеет общую площадь в 18,91 квадратных километров, водных ресурсов в черте населённого пункта не имеется.

## Демография
По данным переписи населения 2000 года в Саутист-Аркейдии проживало 6064 человека, 1295 семей, насчитывалось 1897 домашних хозяйств и 2230 жилых домов. Средняя плотность населения составляла около 320,68 человека на один квадратный километр. Расовый состав населённого пункта распределился следующим образом: 73,24 % белых, 4,16 % — чёрных или афроамериканцев, 2,49 % — коренных американцев, 0,36 % — азиатов, 1,67 % — представителей смешанных рас, 18,09 % — других народностей. Испаноговорящие составили 45,73 % от всех жителей статистически обособленной местности.
Из 1897 домашних хозяйств в 30,4 % воспитывали детей в возрасте до 18 лет, 49,1 % представляли собой совместно проживающие супружеские пары, в 10,8 % семей женщины проживали без мужей, 31,7 % не имели семей. 19,5 % от общего числа семей на момент переписи жили самостоятельно, при этом 10,8 % составили одинокие пожилые люди в возрасте 65 лет и старше. Средний размер домашнего хозяйства составил 3,16 человек, а средний размер семьи — 3,37 человек.
Население статистически обособленной местности по возрастному диапазону по данным переписи 2000 года распределилось следующим образом: 25,3 % — жители младше 18 лет, 15,4 % — между 18 и 24 годами, 28,3 % — от 25 до 44 лет, 17,7 % — от 45 до 64 лет и 13,4 % — в возрасте 65 лет и старше. Средний возраст жителей составил 30 лет. На каждые 100 женщин в Саутист-Аркейдии приходилось 139,1 мужчин, при этом на каждые сто женщин 18 лет и старше приходилось 150,5 мужчин также старше 18 лет.
Средний доход на одно домашнее хозяйство статистически обособленной местности составил 28 409 долларов США, а средний доход на одну семью — 30 053 доллара. При этом мужчины имели средний доход в 20 593 доллара США в год против 16 904 доллара среднегодового дохода у женщин. Доход на душу населения статистически обособленной местности составил 28 409 долларов в год. 20,3 % от всего числа семей в населённом пункте и 33,8 % от всей численности населения находилось на момент переписи населения за чертой бедности, при этом 43,7 % из них были моложе 18 лет и 4,7 % — в возрасте 65 лет и старше.